# Courtland (Kalifornija)
Courtland je naseljeno područje za statističke svrhe u američkoj saveznoj državi Kalifornija. Prema popisu stanovništva iz 2010. u njemu je živjelo 355 stanovnika.